# Jean-Paul Colonval
‎
Jean-Paul Colonval, belgijski nogometaš, * 2. februar 1940, Tirlemont, Belgija, † 7. marec 2024.
Sprva je igral za R.F.C. Tilleur-Saint-Nicolas, nato pa za R. Standard de Liège. Kljub svojemu znanju (npr. 25 golov leta 1965) ni nikoli zaigral za belgijsko nogometno reprezentanco.